# Corticus foveicollis
Corticus foveicollis là một loài bọ cánh cứng trong họ Zopheridae. Loài này được Costa miêu tả khoa học năm 1847.